# A Peroxa
A Peroxa és un municipi de la província d'Ourense a Galícia. Pertany a la Comarca d'Ourense.
| 6.564 | 7.416 | 5.929 | 4.227 | 2.502 |
| Fonts: INE i IGE (Els criteris de registre censal variaren i les dades de l'INE i de l'IGE poden no coincidir.) |       |       |       |       |

## Parròquies
- Armental (San Salvador)
- Beacán (Santa María)
- Carracedo (Santiago)
- Celaguantes (San Xulián)
- Graíces (San Vicente)
- Gueral (San Martiño)
- Mirallos (Santa María)
- Os Peares (Nosa Sra. do Pilar)
- A Peroxa (Santiago)
- San Cibrao de Armental (San Cibrao)
- San Xes da Peroxa (San Xes)
- O Souto (San Cristovo)
- Toubes (Santiago)
- Vilarrubín (San Martiño)